# European Championships 2018/Teilnehmer (Andorra)
| Gelbes Symbol für Goldmedaillen mit stilisierten Olympischen Ringen | Graues Symbol für Silbermedaillen mit stilisierten Olympischen Ringen | Braundes Symbol für Bronzemedaillen mit stilisierten Olympischen Ringen |
| ------------------------------------------------------------------- | --------------------------------------------------------------------- | ----------------------------------------------------------------------- |
| —                                                                   | —                                                                     | —                                                                       |

Andorra nahm an den European Championships 2018 in Glasgow und Berlin teil.

## Teilnehmer nach Sportarten

### Leichtathletik
Laufen
| Athleten     | Wettbewerb | Vorlauf     | Vorlauf | Halbfinale    | Halbfinale    | Finale        | Finale        | Rang |
| Athleten     | Wettbewerb | Zeit        | Rang    | Zeit          | Rang          | Zeit          | Rang          | Rang |
| ------------ | ---------- | ----------- | ------- | ------------- | ------------- | ------------- | ------------- | ---- |
| Männer       |            |             |         |               |               |               |               |      |
| Carlos Gómez | 1500 m     | 4:00,02 min | 12      | ausgeschieden | ausgeschieden | ausgeschieden | ausgeschieden | 34   |

## Weblink
- offizielle European Championship Website